# Earth Days
 (août 2022).
Earth Days, en français Les Jours de la Terre est un film documentaire de 2009 sur l'histoire du mouvement écologiste aux États-Unis (en), réalisé par Robert Stone et distribué par Zeitgeist Films (en) dans les salles. Earth Days a été créé au Wisconsin Film Festival (en) 2009 et sorti en salles le 14 août 2009.

## Aperçu
Earth Days mêle témoignages personnels et supports d'archives. Le film passe en revue le développement du mouvement écologiste moderne - depuis les années 1950 d'après-guerre et la publication en 1962 du best-seller Printemps silencieux de Rachel Carson, jusqu'à la célébration réussie du Jour de la Terre en 1970. Les pionniers en vedette de l'époque comprennent l'ancien secrétaire américain à l'intérieur Stewart Udall ; le biologiste Paul Ehrlich, auteur de La Bombe P ; Stewart Brand, fondateur du Whole Earth Catalog ; l'astronaute d'Apollo 9 Russell Schweickart ; "The Forecaster" Dennis Meadows, scientifique et professeur émérite de gestion des systèmes ; et "The Politician" Pete McCloskey, ancien républicain. Sont également inclus Richard Nixon, l'ancien gouverneur de Californie Jerry Brown, Jimmy Carter, Denis Hayes, Jacques-Yves Cousteau et Hunter Lovins.

## Sortie
Le film est sorti le 2 avril 2009 au Wisconsin Film Festival. Il a ensuite une sortie en salles limitée le 14 août 2009. Il est diffusé à la télévision américaine le 19 avril 2010 dans le cadre de la série American Experience sur PBS.

### Réception critique
Sur le site Web d'agrégateur de critiques Rotten Tomatoes, le film détient un taux d'approbation de 82% basé sur 33 critiques et une note moyenne de 6,8 / 10. Le consensus critique du site Web se lit comme suit : « Cet éco-documentaire engageant et bien organisé cartographie les succès et les échecs du mouvement environnemental américain, grâce à des interviews pointues et à des images d'archives remarquables. » Sur Metacritic, le film a une note moyenne pondérée de 70 sur 100, basée sur 13 critiques, indiquant "des critiques généralement favorables".

### Récompenses et nominations
- Film de la soirée de clôture, Festival du film de Sundance 2009
- Le Sheffield Green Award, Sheffield Doc/Fest (en) 2009
- Nommé - Writers Guild of America Award du meilleur scénario de documentaire (en), 62e Writers Guild of America Awards (en)[6]